# Joseph Trịnh Chính Trực
Joseph Trịnh Chính Trực (Duy Tiên, 25 ottobre 1925 – 23 settembre 2011) è stato un vescovo cattolico vietnamita.

## Biografia
Joseph Trịnh Chính Trực nacque il 25 ottobre 1925 nella città di Duy Tiên della provincia di Ha Nam. Entrò nel seminario minore Hoàng Nguyên di Hanoi nel 1939 e proseguì gli studi al Seminario Xuân Bích sempre ad Hanoi terminando gli studi nel 1954.
Fu ordinato prete il 31 maggio 1954 dal futuro cardinale Joseph Marie Trịnh Như Khuê. Subito dopo l'ordinazione venne inviato a prestare servizio presso l'orfanotrofio di Santa Teresa di Hanoi, tuttavia a causa dell'instabilità politica del Vietnam, l'orfanotrofio venne trasferito a Ban Mê Thuột già quello stesso anno. 
Negli anni successivi fu prima vice parroco (dal 1955) e successivamente parroco (dal 1967) della cattedrale di Ban Mê Thuột, vicario generale della diocesi dal 1967 e direttore del Seminario minore Lê Bảo Tịnh di Ban Mê Thuột dal 1972.
Il 19 giugno 1981 papa Giovanni Paolo II lo nominò vescovo coadiutore di Ban Mê Thuột; ricevette l'ordinazione episcopale il 15 agosto dello stesso anno per imposizione delle mani del vescovo di Ban Mê Thuột Pierre Nguyễn Huy Mai.
Succedette alla guida della diocesi il 4 agosto 1981, giorno della morte del suo predecessore. 
Guidò la sua comunità per dieci anni, dedicandosi attivamente alla cura pastorale specialmente delle fasce più povere della popolazione e favorendo e incoraggiando l'istruzione per la migliore formazione dei seminaristi.
Si ritirò per raggiunti limiti d'età il 29 dicembre 2000.
Durante gli ultimi anni di vita fu costretto a letto e morì il 23 settembre 2011 dopo alcune settimane di coma all'età di 85 anni.

## Genealogia episcopale e successione apostolica
La genealogia episcopale è:
- Cardinale Scipione Rebiba
- Cardinale Giulio Antonio Santori
- Cardinale Girolamo Bernerio, O.P.
- Arcivescovo Galeazzo Sanvitale
- Cardinale Ludovico Ludovisi
- Cardinale Luigi Caetani
- Cardinale Ulderico Carpegna
- Cardinale Paluzzo Paluzzi Altieri degli Albertoni
- Papa Benedetto XIII
- Papa Benedetto XIV
- Papa Clemente XIII
- Cardinale Marcantonio Colonna
- Cardinale Giacinto Sigismondo Gerdil, B.
- Cardinale Giulio Maria della Somaglia
- Cardinale Carlo Odescalchi, S.I.
- Cardinale Costantino Patrizi Naro
- Cardinale Lucido Maria Parocchi
- Papa Pio X
- Papa Benedetto XV
- Papa Pio XII
- Cardinale Eugène Tisserant
- Papa Paolo VI
- Arcivescovo Angelo Palmas
- Vescovo Pierre Nguyễn Huy Mai
- Vescovo Joseph Trịnh Chính Trực

La successione apostolica è:
- Vescovo Joseph Nguyễn Tích Đức (1997)